# Provincia Quillota
Quillota (Provincia de Quillota) este o provincie din regiunea Valparaíso, Chile, cu o populație de 190.525 locuitori (2012) și o suprafață de 1113,1 km2.